# Яковлевское (городской округ Серебряные Пруды)
Яковлевское — деревня в городском округе Серебряные Пруды Московской области. 

## География
Находится в южной части Московской области на расстоянии приблизительно 10 км на север-северо-запад по прямой от окружного центра поселка Серебряные Пруды рядом с селом Узуново. 

## История
Возникла во второй половине XVIII века как владение надворного советника С.Н.Телегина, позднее перешла к его сыну и , далее, внуку. В 1816 году здесь (сельцо Яковлевское) числилось 23 двора, в 1859 – 15, в 1877 – 50, в 1916 – 73, в 1974 – 39. В советское время работал колхоз им.Калинина и совхоз «Россия», позднее ТОО «Нива». В период 2006—2015 годов входила в состав сельского поселения Узуновское Серебряно-Прудского района. Ныне имеет дачный характер.

## Население
Постоянное население составляло 130 человек (1763), 119 (1782), 127 (1795), 247 (1816), 416 (1859), 551 (1916), 60 (1974), 44 в 2002 году (русские 96%), 48 в 2010.